# NDSM

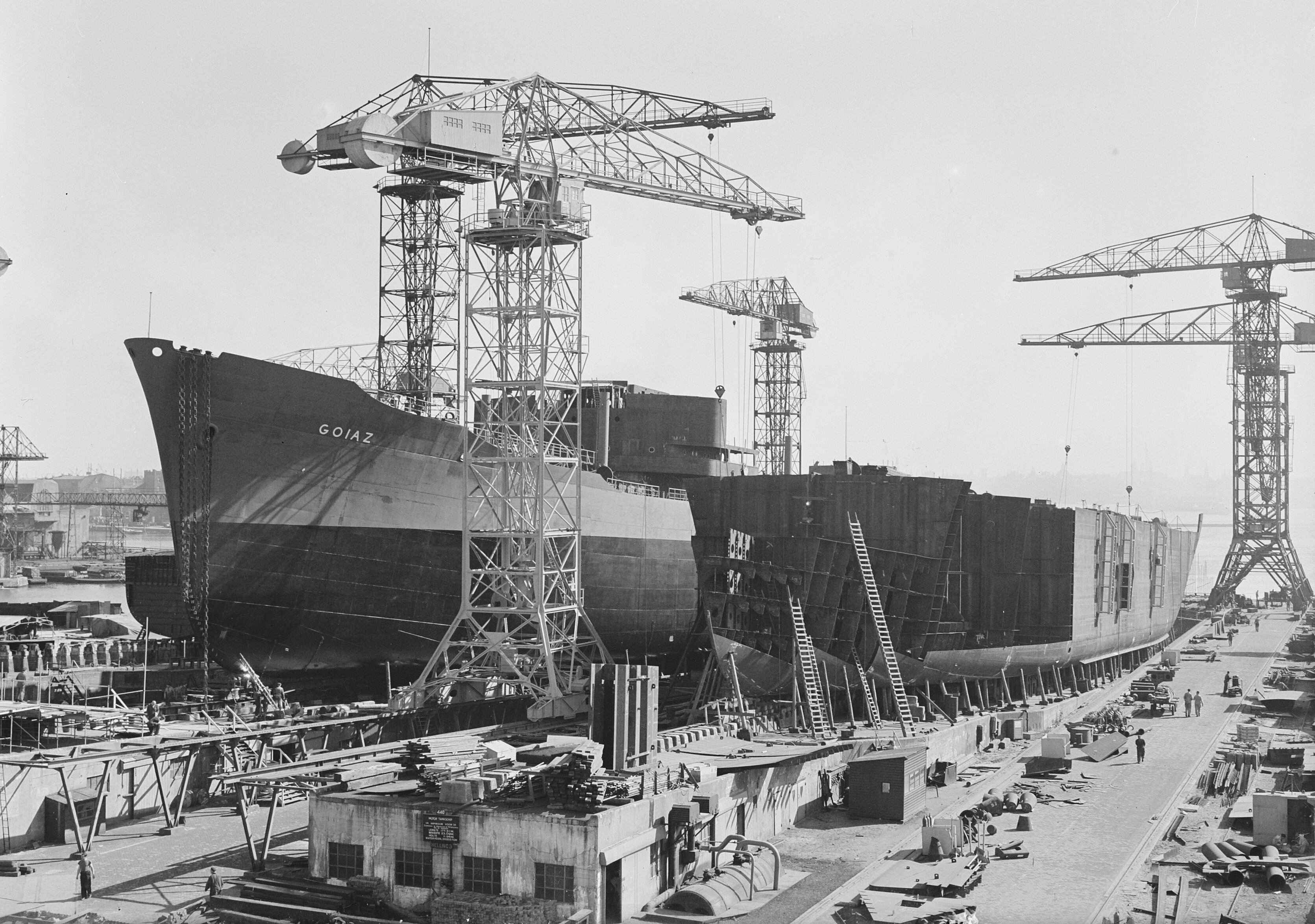
Vue des chantiers navals de la NDSM à Amsterdam, en 1952.

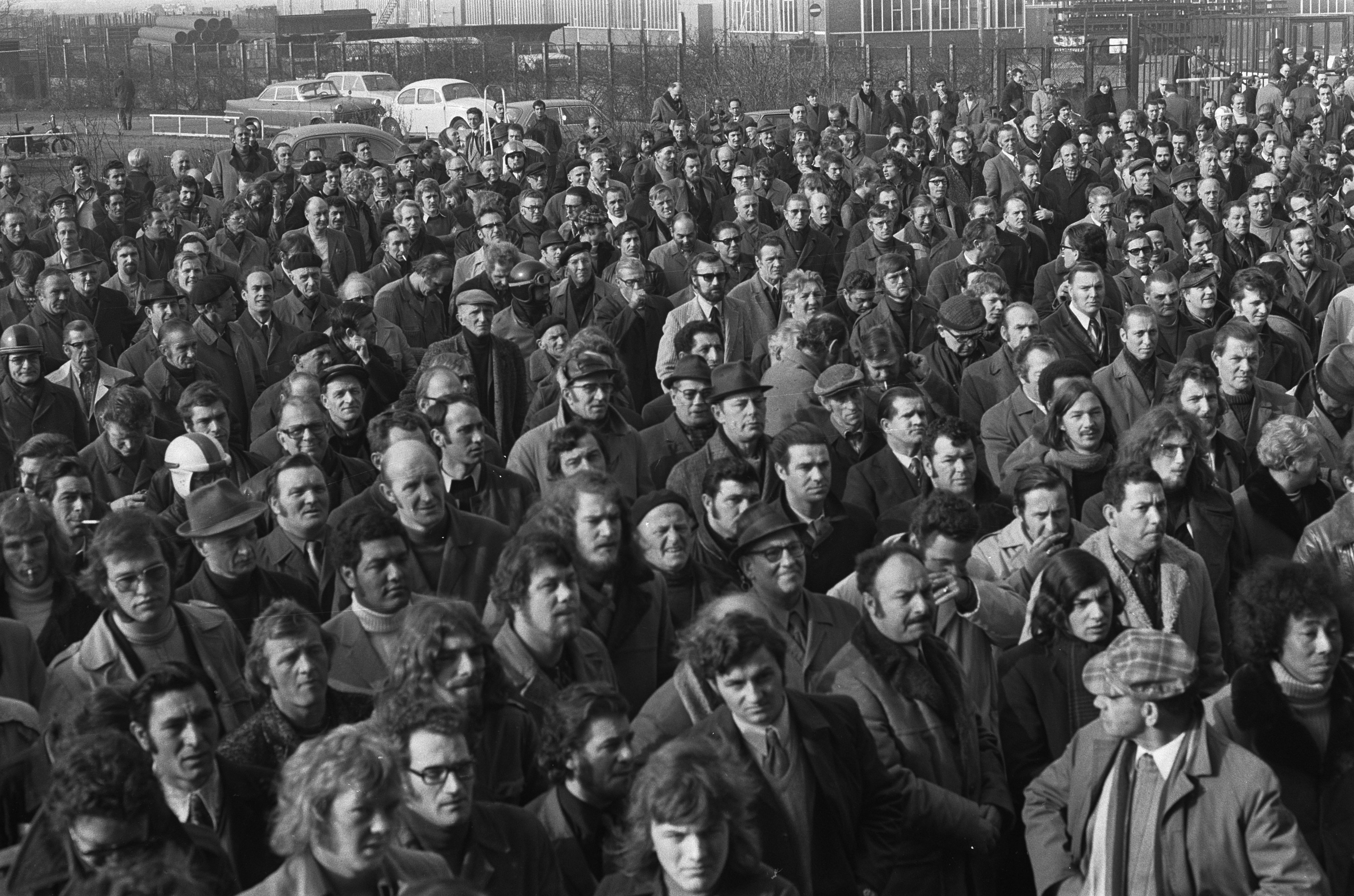
Grève à la NDSM, en 1973.

La NDSM (sigle de « Nederlandsche Dok en Scheepsbouw Maatschappij ») est une ancienne entreprise néerlandaise de construction navale basée à Amsterdam. Son siège était situé au NDSM-werf sur la rive nord de l'IJ dans l'arrondissement Nord. Elle existe de 1894 à 1979.

## Histoire

### Histoire de la NSM
La Nederlandsche Scheepsbouw Maatschappij ou NSM est créée le 25 août 1894 par Jacob Theodoor Cremer, ancien directeur de la Deli Maatschappij, entreprise coloniale spécialisée dans la production de tabac. Ce dernier est approché en 1893 par d'anciens employés du chantier naval de Paul van Vlissingen, situé sur l'île d'Oostenburg et qui fait faillite en 1891, les laissant sans emploi.
Installée sur Cornelis Douwesweg dans l'arrondissement d'Amsterdam-Nord, la NSM connaît une croissance fulgurante au point de devenir le plus grand chantier naval du monde en 1937. Elle voit plusieurs navires parmi les plus connus de l'époque, comme le Jagersfontein et le Tricolor, qui étaient utilisés sur la ligne Pays-Bas-Australie (Holland-Australië Lijn). Plusieurs paquebots de luxe, comme l'Angelina Lauro (alors connu sous le nom d'Oranje), le Johan van Oldenbarnevelt ou le Marnix van St. Aldegonde en deviennent les plus belles réalisations. L'Oranje est inauguré par la reine Wilhelmine le 8 septembre 1938. Le bateau effectue sa croisière inaugurale en juin 1939 au cours de laquelle il atteint une vitesse de 26 nœuds (48 km/h). Il devient alors le bateau de croisière le plus rapide de l'époque. Entre 1941 et 1945, il est utilisé comme navire hôpital en Australie.

### Histoire de la NDSM
En 1946, la Nederlandsche Dok en Scheepsbouw Maatschappij (NDSM) est créée à la suite du rapprochement de la Nederlandsche Scheepsbouw Maatschappij (NSM) et de la Nederlandse Dok Maatschappij (NDM).
L'entreprise ferme définitivement en 1979, bien que cela ne signifie pas la fin des chantiers navals à Amsterdam.